# Patrick Droney
Patrick Droney (n. Lancaster, Pennsylvania; 1992) es un cantante y guitarrista de rock alternativo.

## Historia

### Inicios
Cuando tenía diez años Patrick Droney se mudó a a Nueva Jersey, donde comenzó a tocar la guitarra y en 2005 ganó el Nestlé Very Best in Youth Award, e inició una recaudación de fondos para las víctimas del Huracán Katrina que recaudó 500.000 dólares, más otros 250.000 adicionales dedicados a ayudas a los músicos de Nueva Orleans mediante el New Orleans Musicians Assistance Program.
Como miembro de la National Hemophilia Foundation de Estados Unidos también ha contribuido con fondos a esta causa. Patrick nació con la enfermedad de Von Willebrand.

## Discografía

### The Other Side
En la primavera de 2008 debutó con Reform Records y el 23 de septiembre del mismo año publicó su primer disco The Other Side con la colaboración de Benjamin Burnley, vocalista del grupo Breaking Benjamin, en el tema "Alive".
Lista de canciones
1. "Need me now" - 3:30
2. "Everithing" - 3:35
3. "Alive" - 3:24
4. "Bring you back" - 3:10
5. "Save me" - 3:24
6. "The other side" - 3:32
7. "Brightside" - 3:58
8. "Down on my knees" - 4:20
9. "Brighter days" - 3:19
10. "Angel" - 4:13
11. "Reaction" - 4:21
12. "Not that special" - 3:47